# Dude (mode)
Pour les articles homonymes, voir Dude.

Dude est de l'argot anglais (à l'origine l'anglais américain) pour un individu, généralement un homme. Des années 1870 aux années 1960, Dude signifiait principalement une personne qui s'habillait d'une manière extrêmement à la mode (un dandy) ou une personne citée bien en vue qui visitait une zone rurale, un City slicker (en). Dans les années 1960, Dude a évolué pour désigner n'importe quel homme, un sens qui s'est glissé dans l'argot américain traditionnel dans les années 1970. L'argot actuel conserve au moins une certaine utilisation de ces trois significations communes.

## Histoire
Le terme «Dude» peut également provenir du mot « doodle » du XVIIIe siècle, comme dans « Yankee Doodle Dandy ».
Dans la presse populaire des années 1880 et 1890, « Dude » était un nouveau mot pour « dandy » - un « homme extrêmement bien habillé », un homme qui accordait une importance particulière à son apparence. La Café society et Bright Young Things de la fin des années 1800 et du début des années 1900 étaient peuplées de Dudes. Les jeunes hommes de loisir rivalisaient pour montrer leur garde-robe. Le plus connu de ce type est probablement , qui a été surnommé « King of the Dudes » dans les années 1880 à New York et a maintenu une réputation de splendeur vestimentaire toute sa vie. Cette signification du mot, bien que rarement connue consciemment aujourd'hui, reste parfois dans un certain argot américain, comme dans l'expression « tout raté » pour s'habiller avec des vêtements de fantaisie.

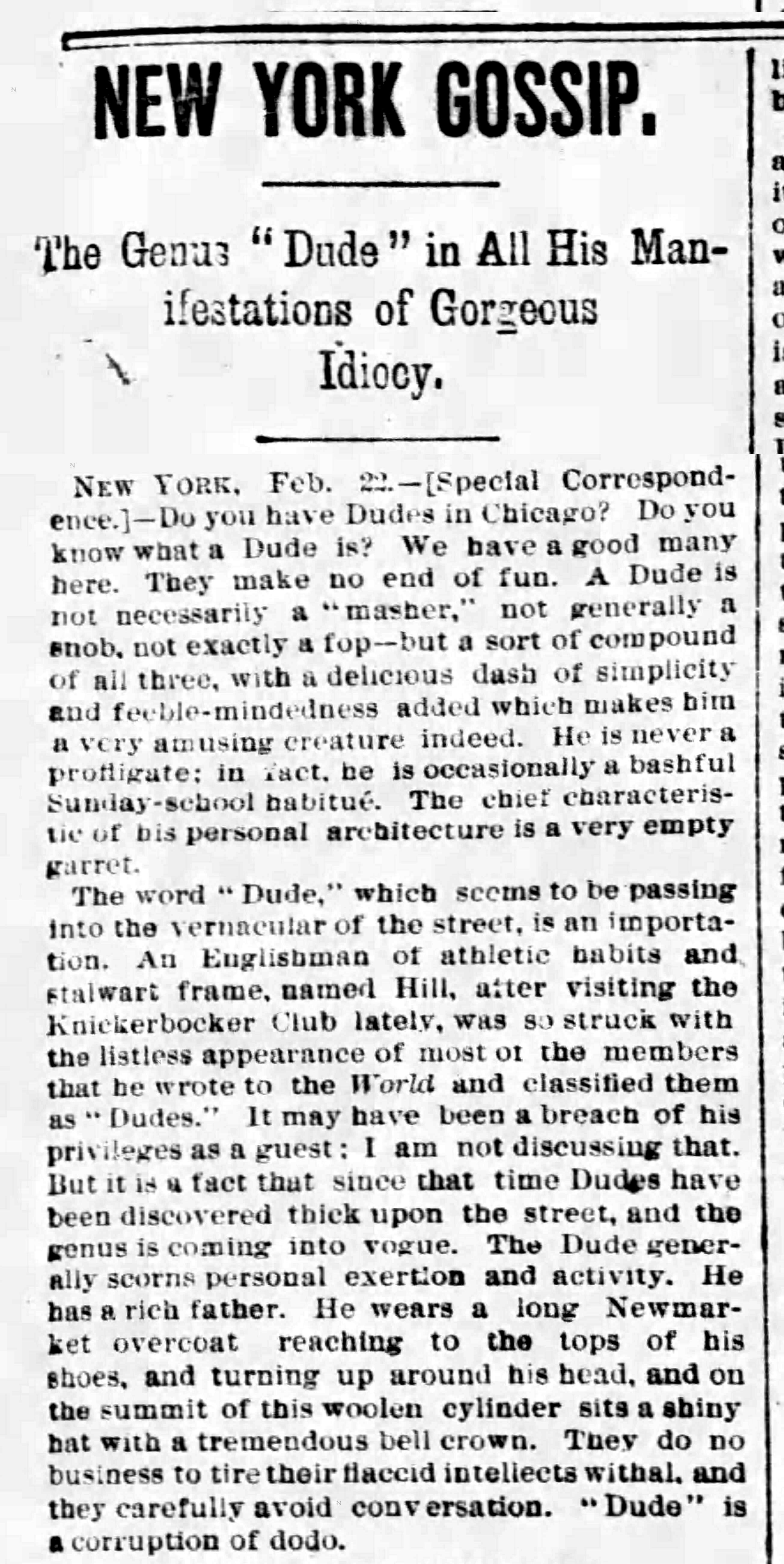
Parmi les premières descriptions publiées définissant «Dude»; Chicago Tribune, 25 février 1883

Le mot était utilisé pour désigner les Américains de l'Est, se référant spécifiquement à un homme avec des « vêtements achetés en magasin ». Le mot était utilisé par les cow-boys pour désigner défavorablement les citadins.
Une variante de ceci était « un homme bien habillé qui ne connaît pas la vie en dehors d'une grande ville ». Dans The Home and Farm Manual (1883), l'auteur Jonathan Periam a utilisé le terme « Dude » à plusieurs reprises pour désigner un homme mal élevé et ignorant mais ostentatoire de la ville[réf. nécessaire].
L'implication d'un individu qui n'est pas familier avec les exigences de la vie en dehors des milieux urbains a donné lieu à la définition du Dude comme un « citadin », ou un « oriental dans l'ouest [américain] ». Ainsi « Dude » a été utilisé pour décrire les hommes riches de l'expansion des États-Unis au cours du XIXe siècle par les colons liés à des ranchs et des fermes du vieil ouest américain. Cette utilisation se reflète dans le ranch dude, un ranch destiné aux citadins à la recherche d'expériences plus rurales. Les ranchs de Dudes ont commencé à apparaître dans l'Ouest américain au début du XXe siècle, pour les riches orientaux venus découvrir la « vie de cow-boy ». Le contraste implicite est avec les personnes habituées à une frontière donnée, agricole, minière ou autre milieu rural. Cet usage de « Dude » était encore utilisé dans les années 1950 en Amérique, comme mot pour un touriste - de l'un ou l'autre sexe - qui tente de s'habiller comme la culture locale mais échoue. Un inverse de ces utilisations de « Dude » serait le terme « redneck », un langage familier américain contemporain se référant aux agriculteurs pauvres et aux personnes sans instruction, qui lui-même est devenu péjoratif, et est également toujours en usage,,.
Au fur et à mesure que le mot gagnait en popularité et atteignait les côtes des États-Unis et voyageait entre les frontières, des variations de l'argot ont commencé à apparaître telles que les versions féminines de dudette et dudines ; Cependant, ils ont été de courte durée car le Dude a également acquis une connotation de genre neutre et certains linguistes considèrent les versions féminines comme un argot plus artificiel. L'argot a finalement connu un déclin graduel d'utilisation jusqu'au début du milieu du XXe siècle, lorsque d'autres sous-cultures des États-Unis ont commencé à l'utiliser plus fréquemment tout en le dérivant à nouveau du type de robe et en l'utilisant finalement comme un descripteur pour les compagnons masculins et parfois féminins communs. Finalement, les écoles des classes inférieures avec un plus grand mélange de sous-cultures ont permis au mot de se propager à presque toutes les cultures et finalement de gravir les échelons de classe pour devenir une utilisation courante aux États-Unis À la fin du 20e au début du 21e siècle, le Dude avait acquis la capacité d'être utilisé sous la forme d'expression, que ce soit la déception, l'excitation ou l'amour et il s'est également élargi pour pouvoir se référer à n'importe quelle personne en général, peu importe la race, le sexe ou la culture.
Le terme était également utilisé comme « description de poste », comme « Dude de crochet de brousse » comme poste sur un chemin de fer dans les années 1880[réf. nécessaire].
Au début des années 1960, le Dude est devenu important dans la surf culture comme synonyme de gars ou Fella. L'équivalent féminin était « dudette » ou « dudess ». Mais ceux-ci sont tous deux tombés en désuétude et « Dude » est maintenant également utilisé comme un terme unisexe. Cette signification plus générale de « Dude » a commencé à s'insinuer dans le courant dominant au milieu des années 1970. « Dude », en particulier dans la culture surfeur et culture Bro[réf. nécessaire], est[Quand ?] généralement utilisé de manière informelle pour s'adresser à quelqu'un ("Dude, je suis content que tu aies finalement appelé") ou faire référence à une autre personne ("J'ai déjà vu ce Dude par ici").
L'une des premières références connues au mot dans le film américain était dans le film de 1969 Easy Rider où Wyatt (interprété par Peter Fonda) explique à son avocat de cellule (interprété par Jack Nicholson) la définition de « Dude » : « Dude veut dire gentil garçon ; Dude veut dire sorte de personne ordinaire ». L'utilisation du mot pour signifier une « personne cool » a été popularisée dans les films américains des années 1980 et 1990 tels que Les Tortues Ninja, Ça chauffe au lycée Ridgemont, L'Excellente Aventure de Bill et Ted, Wayne's World et Clerks : Les Employés modèles.
Le film de 1998 The Big Lebowski a présenté Jeff Bridges comme « The Dude », décrit comme un « deadbeat[Quoi ?] paresseux ». Le personnage a été largement inspiré par l'activiste et producteur Jeff Dowd qui s'appelle « Dude » depuis son enfance. Le personnage central du film a inspiré la création du dudéisme, une néoreligion parodique.
Le film de 2000 Eh mec ! Elle est où ma caisse ? utilise le mot dans le titre[pas clair].
En 2008, Bud Light diffusé une campagne publicitaire dans laquelle le dialogue se compose entièrement de différentes inflexions de « Dude! » et ne mentionne pas le produit par son nom. C'était un suivi de leur campagne « Whassup? ». Presque identique et plus largement notée.
Le 23 juillet 2019, Boris Johnson a popularisé le mot « Dude » comme acronyme pour sa campagne à la direction du Parti conservateur. Dans son discours à la direction, il l'a expliqué comme faisant référence à Deliver Brexit - Unite the country - Defeat Jeremy Corbyn - Dynamize the pays.